# Aarão Steinbruch
Aarão Steinbruch (Santa Maria, 17 de setembro de 1917 — Rio de Janeiro, 13 de outubro de 1992) foi um advogado e político brasileiro.

## Carreira
Foi filiado ao PTB do antigo Estado do Rio de Janeiro, e se elegeu deputado federal pela legenda em 1954, reeleito em 1958. Apoiou a eleição de Roberto Silveira ao governo do estado, contra o PSD de Amaral Peixoto.
Na Câmara Federal, ficou célebre por aprovar diversas leis trabalhistas,e regulamentar diversas profissões, e coube-lhe a autoria da lei que instituiu o 13º salário, sancionada pelo então presidente João Goulart.
Em 1960, rompeu com o PTB, se juntando à dissidência de Fernando Ferrari, tendo assumido a presidência regional do MTR no Estado, mas retornou ao seu partido de origem, em 1962, quando foi eleito senador mais votado pelo Rio de Janeiro;  Após o golpe militar de 1964, aderiu ao Movimento Democrático Brasileiro (MDB) e posteriormente foi cassado. ajudou a eleger sua mulher Julia Steinbruch para a ALERJ, e depois para a Câmara dos Deputados, pelo PTB e depois MDB.
Na redemocratização, Aarão se filiou ao PTB de Ivette Vargas em 1980 e, preterido na escolha como candidato ao governo, foi candidato a deputado federal, não obtendo sucesso nas eleições de 1982.
Em 1985, organiza outro partido trabalhista dissidente, o Partido Socialista Agrário Renovador Trabalhista (PASART), tendo obtido expressiva votação nas eleições municipais para prefeito do Rio de Janeiro em 1985. Em 1986, tenta pela coligação PASART-PS o governo do estado, mas só obtém 3% dos votos. Finalmente, em 1988, se elege vereador do Rio de Janeiro, com mais de 40 mil votos, ainda pela legenda do PASART, que é extinto no ano seguinte.
Junta seu grupo ao novo PTdoB, outra legenda trabalhista dissidente, criada em 1990 e, por este, é escolhido presidente de honra da legenda, se elegendo novamente vereador nas eleições de 3 de outubro de 1992. Dias depois do pleito, falece na cidade do Rio de Janeiro.